# Azovská tažení
Azovská tažení (rusky Азовские походы / Azovskije pochody) byla dvě polní tažení ruské carské armády proti osmanským vojskům v rámci Velké turecké války v letech 1695-1696.

## Předchozí události
Na konci 17. století usilovalo Ruské impérium o vojenské ovládnutí strategicky důležitého přístup k Baltskému a Černému moři, což mělo zajistit bezpečnost státu a příznivé podmínky pro rozvoj lodních cest a ekonomických vazeb Ruska s ostatními zeměmi. Tyto zájmy ohrožovali Švédové na severu a Krymští Tataři a Osmanská říše na jihu. 
Car Petr Veliký směřoval v tomto období své úsilí k řešení ohrožení na jižní hranici říše, neboť Rusko vstupem do Svaté ligy v roce 1684 s Polsko-litevskou unií uzavřením smlouvy o „věčném míru“ v roce 1686, jakož i s Rakouskem a Benátskou republikou byli spojeni proti Turkům. 
Po dvou neúspěšných krymských taženích pod velením knížete Vasilije Golicyna v letech 1687-1689 bylo jako nový cíl vybráno město Azov s pevností ovládané Osmany.

## První tažení v roce 1695
Od ledna 1695 probíhaly přípravy a 8. července 1695 tři sbory včetně horníků a donských kozáků pod vedením Françoise Le Forta, Patricka Gordona a Avtonoma Michajloviče Golovina zahájily obléhání azovské pevnosti. Další armáda s kavalérií, střelci a kozáckými jednotkami pod velením Borise Petroviče Šeremetěva zaútočily proti Krymskému chanátu na Dněpru a začátkem července ruské jednotky obklíčily pevninu kolem Azova. Po dvou neúspěšných útocích v srpnu a září však bylo nutné obléhání přerušit. Jako jeden z důvodů neúspěchu se ukázal být nedostatek námořních sil. 

## Druhé tažení v roce 1696

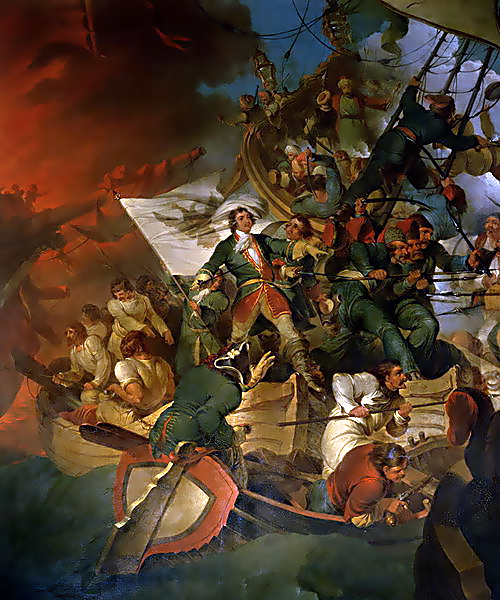
Dobytí Azova v roce 1696

V roce 1695 byla zahájena výstavba námořní flotily. V dubnu 1696 armáda pod vedením Alexeje Šejna postupovala podél toku Voroněže a Donu proti Azovu, zatímco nově postavená azovská flotila pod vedením Le Forta se dvěma bitevními loděmi („Apoštol Pavel“ a „Apoštol Petr“), 4 požárními loděmi, 23 galér a další jednotky zablokovaly přístup k Azov na moři. 14. června došlo u ústí Donu k bitvě s tureckou flotilou složenou z 23 lodí o síle 4 000 mužů. Po ztrátě dvou lodí se turecká flotila stáhla. 
Dne 18. července po intenzivním ostřelování ze země i z moře a úspěšné zteči vnějšího opevnění kozáky byla azovská pevnost dobyta.

## Důsledky
Válečné lodě postavené pro druhé azovské tažení tvořily (vedle Baltské flotily na severu) základ ruského námořnictva na jihu říše. Jako základna pro novou flotilu bylo zvoleno město Taganrog, které se po roce 1696 vyvinuto v přístav.
Po Karlovickém míru v roce 1699, kdy bylo smluveno dvouleté příměří, ukončila v roce 1700 Konstantinopolská smlouva válku a potvrdila ruské držení Azova a Taganrogu.
V roce 1710 Osmanská říše na Rusko znovu zaútočila a porazila ruské jednotky pod velením Borise Šeremetěva u řeky Prut. Podle Prutského míru v roce 1711 byl Azov vrácen Turkům a Taganrog byl z velké části zničen. Definitivně ruským se Azov stal teprve v roce 1769 a Taganrog byl přestavěn.